# 26cmミーネンヴェルファーM17
26cmミーネンヴェルファーM17(26 cm Minenwerfer M 17)とは第一次世界大戦でオーストリア＝ハンガリー帝国が使用した重迫撃砲である。
鹵獲したバティニョール240mm重迫撃砲のコピーに代わる物としてシュコダによって開発された。
最初の配備は、1918年3月から始まった。毎月平均36～40門を生産した。

## リファレンス
- Ortner, M. Christian. The Austro-Hungarian Artillery From 1867 to 1918: Technology, Organization, and Tactics. Vienna, Verlag Militaria, 2007 ISBN 978-3-902526-13-7